# Pawel Alexandrowitsch Trenichin

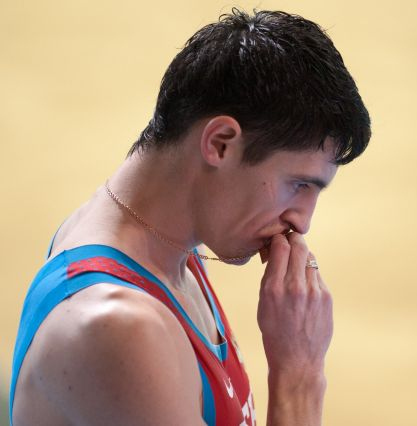
Pawel Trenichin bei den Halleneuropameisterschaften 2013

Pawel Alexandrowitsch Trenichin (russisch Павел Александрович Тренихин, engl. Transkription Pavel Trenikhin; * 24. März 1986 in Serow) ist ein russischer Sprinter, der sich auf den 400-Meter-Lauf spezialisiert hat.
Bei den Leichtathletik-Europameisterschaften 2010 in Barcelona gewann er in der 4-mal-400-Meter-Staffel zusammen mit dem russischen Team die Goldmedaille. 2011 schied er bei den Weltmeisterschaften im Halbfinale aus, mit der russischen Staffel wurde er Vierter. Auch bei den Olympischen Spielen 2012 kam Trenichin im Einzelrennen nicht über das Halbfinale hinaus, mit der Staffel wurde er Fünfter. Erfolgreicher war er bei den Halleneuropameisterschaften 2013. Über 400 Meter gewann er die Bronzemedaille und mit der russischen Staffel Silber.

## Persönliche Bestzeiten
- 400 m: 45,00 s, 4. August 2012, London
  - Halle: 46,00 s, 2. März 2013, Göteborg